# Chevrolet Orlando
Chevrolet Orlando (транскр. Шевролет орландо) је аутомобил ниже средње класе минивена, који производи америчка аутомобилска група Џенерал Моторс и америчка фабрика аутомобила Шевролет од 2010. године. Модел прве генерације је углавном развио и произвео ГМ Кореа, док се такође склапао у четири друге земље. Његова главна тржишта била су Јужна Кореја, Европа, Канада, Латинска Америка и неколико других азијских земаља. Није се пласирао на тржиште у Сједињеним Државама.
Модел друге генерације који је лансиран 2018. године искључиво производи и продаје у Кини САИК-ГМ заједничко предузеће, које дели исту платформу са Бјуик ГЛ6. То је такође означило крај производње орланда у Јужној Кореји.

## Историјат
Орландо је компактни минивен који се некада продавао у Европи и Латинској Америци, Канади и Јужној Кореји, сада само у Кини.

### Прва генерација (2010–2018)
Концепт орланда је представљен на Салону аутомобила у Паризу 2008. и касније на Међународном сајму аутомобила у Северној Америци 2009. године. Речено је да је то возило са 5 врата и 7 седишта засновано на Шевролет круз лимузини. Концептни модел има двослојну решетку, фарове који се уливају у предње блатобране и мишићаве форме блатобрана који се обавијају око точкова, 2.0-литарски 4-цилиндрични турбо-дизел мотор од 150 КС (110 кВ) и 320 Н⋅м.

2010. ГМ је показао ГМЦ гранит мали МПВ концепт, који је сличан орланду.
- I генерација, предњи поглед
- I генерација, задњи поглед
- Шевролет орландо концепт, предњи поглед
- Шевролет орландо концепт, задњи поглед

### Друга генерација (2018–)
Орландо друге генерације се производи и продаје искључиво у Кини, а производи га САИК-ГМ. Доступан је у верзијама са 5 и 7 седишта. Снага долази од 1.35 L (1.349 cm³) турбо мотора са три цилиндра који производи 156 КС (116 кВ) при 5.500 о/мин и 230 Нм између 1.800–4.400 о/м. Опциони редлине пакет даје снагу мотора до 120 kW (160 КС).
- II генерација, предњи поглед
- II генерација, задњи поглед